# 北海道三菱自動車販売
北海道三菱自動車販売株式会社（ほっかいどうみつびしじどうしゃはんばい）は、北海道札幌市中央区に本社を置く自動車ディーラー。
三菱自動車のディーラーのひとつであり、北海道を営業エリアとする。
三菱自動車工業の連結子会社だったが、2020年4月に経営権を「D&Dホールディングス」に譲渡し独立資本会社となった。